# Битва під Аполлонією
Битва під Аполлонією — перше велике військове зіткнення Першої Македонської війни 214—205 рр. до н. е.
В  217 р. до н. е. македонський цар Філіпп V поспішно завершив на умовах статус-кво вдалу для нього Союзницьку війну, оскільки уважно спостерігав за походом Ганнібала та вважав за краще звернути свою увагу на римські володіння на Балканах. Останні з'явились тут лише кілька років тому внаслідок Другої Іллірійської війни та охоплювали ряд територій на адріатичному узбережжі з грецькими містами Аполлонія (неподалік від сучасного албанського міста Фієрі) та Епідамн (наразі Дуррес).
В 214 р. до н. е. (на той час Ганнібал вже отримав свою найвідомішу перемогу при Каннах) Філіпп почав бойові дії. Хоча перші Антигоніди славились потужним флотом, проте до часів Філіппа V Македонія, вимерхана важкими війнами з грецькими містами та північними варварами, вже розгубила цю перевагу. Тому тепер до західного узбережжя Балкан з'явився македонський флот із 120 бірем — легких суден лише з двома рядами весел (при тому, що головною ударною силою провідних флотів того періоду були п'ятипалубні квінквереми/пентери).
Первісно Філіпп спробував захопити Аполлонію, до якої його флот піднявся по річці Аоос (наразі вона змінила русло та протікає на десяток кілометрів південніше від місця розташування руїн античного міста). Оскільки справа виявилась важчою, аніж він очікував, македонська ескадра перейшла на півсотні кілометрів південніше по узбережжю та захопила Орик, котрий знаходився на рівнині та не мав оборонних мурів.
Мешканці Орику відправили заклик по допомогу до римського пропретора Марка Валерія Левіна, котрому римляни доручили обороняти узбережжя Калабрії, Апулії та спостерігати за можливими ворожими діями Філіппа V. Марк Валерій квартирував у Брундізії з одним легоном. Залишивши тут дві тисячі солдатів, він розмістив інших на військових та вантажних судах і відплив до Орику. Розташований тут невеликий македонський гарнізон не зміг вчинити серйозного спротиву римлянам, після чого Марк Валерій зайнявся допомогою Аполлонії, котру знов облягав Філіпп. Сюди на військових кораблях відправили дві тисячі відбірних воїнів під командуванням Квінта Невія Крісти. Після висадки судна відправили назад до Орика, тоді як римський загін пішов віддаленими від річки стежками та зміг вночі непомітно для ворога увійти до Аполлонії.
День Квін Невій провів у підготовці воїнів з числа аполлонійців, а з настанням темноти виступив із тисячним загоном та зміг без жодного спротиву увійти до ворожого табору. Коли римляни почали винищувати македонців, ті навіть не намагались вибити нападників з табору, а разом із царем втекли до своїх розміщених на річці суден. Було вбито та узято у полон близько 3 тисяч воїнів. Табір розграбували та вивезли з нього до Аполлонії катапульти, балісти та інші машини, призначені для облоги міста.
Дізнавшись про вдалу битву, Марк Валерій повів свій флот до устя річки, збираючись заблокувати вихід царю у море. Як наслідок, Філіпп спалив усі свої кораблі та вирушив до Македонії по суходолу.
Протягом наступних двох років македонці діяли проти периферії римських володінь, проте не наважувались атакувати ані Аполлонію, ані Епідамн.